# Krystl

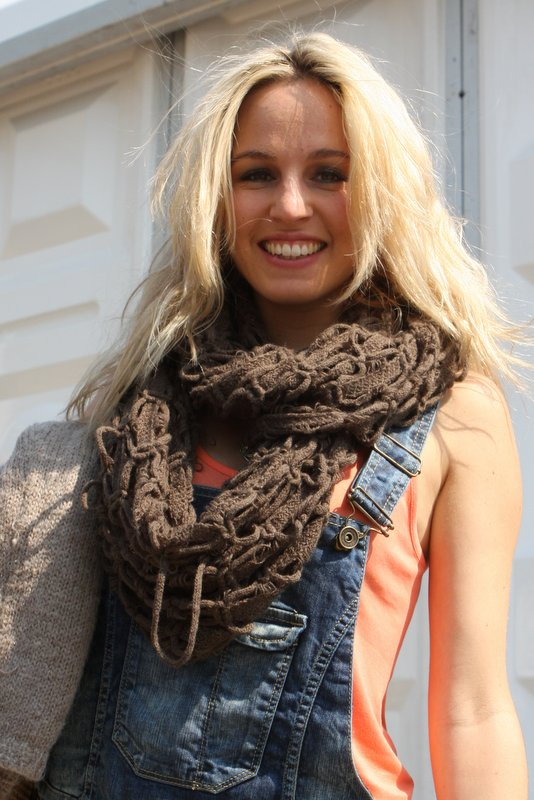
Krystl Pullens (2011)

Krystl Pullens (* 2. Juli 1983 in Santpoort) ist eine niederländische Sängerin. Sie veröffentlicht ihre Musik unter ihrem Vornamen Krystl.

## Karriere
Pullens wuchs in Santpoort auf. Zunächst wurde sie an einer Tanzakademie angenommen und entschied sich schließlich im Jahr 2000 für eine Gesangskarriere. Zwei Jahre studierte sie am Rotterdamer Conservatorium und anschließend an der Popakademie in Enschede. 
Während der Zeit in Enschede gründete sie mit einigen Mitstudenten die Band L.I.N.E., in der sie die Sängerin war und mit dem Gitarristen Bart Jan Manten auch die Songs schrieb. Im Oktober 2009 spielte die Band ihr Abschiedskonzert.
Am 19. November 2010 erschien Krystl Pullens erste Solo-Single Golden Days. Mit dieser wurde sie im gleichen Monat zum „3FM Serious Talent“ gewählt. Im April 2011 gewann sie den 3FM Award als beste Newcomerin.
Im Mai 2011 erschien ihr Debütalbum Rolling. Ende des Jahres 2011 spielte Pullens vier ausverkaufte Konzerte in niederländischen Clubs, darunter das Paradiso. Im September 2013 veröffentlichte sie ihr zweites Album Undefeatable. 

## Diskografie

### Alben
| Jahr | Titel        | Höchstplatzierung, Gesamtwochen, AuszeichnungChartsChartplatzierungen (Jahr, Titel, Platzierungen, Wochen, Auszeichnungen, Anmerkungen) | Anmerkungen |
| Jahr | Titel        | NL | Anmerkungen |
| ---- | ------------ | --- | ----------- |
| 2011 | Rolling      | NL8 (23 Wo.)NL |             |
| 2013 | Undefeatable | NL20 (1 Wo.)NL |             |

### Singles
| Jahr | Titel Album          | Höchstplatzierung, Gesamtwochen, AuszeichnungChartsChartplatzierungen (Jahr, Titel, Album, Platzierungen, Wochen, Auszeichnungen, Anmerkungen) | Anmerkungen |
| Jahr | Titel Album          | NL | Anmerkungen |
| ---- | -------------------- | --- | ----------- |
| 2011 | Golden Days Rolling  | NL13 (13 Wo.)NL |             |
| 2011 | Bottles Rolling      | NL33 (6 Wo.)NL |             |
| 2011 | Fool For You Rolling | NL25 (9 Wo.)NL |             |